# The Portable Galaxie 500
Albums de Galaxie 500
Copenhagen
(1997) Peel Sessions
(2005)
The Portable Galaxie 500 est une compilation « best-of » de Galaxie 500.
Elle inclut également le clip de Blue Thunder.

## Titres
Tous les titres ont été écrits par Galaxie 500, sauf mention contraire.
1. Blue Thunder (w/sax) - 3:45
2. Flowers - 4:26
3. When Will You Come Home - 5:21
4. Listen, The Snow Is Falling (Yoko Ono) - 7:47
5. Sorry - 4:15
6. Fourth of July - 5:35
7. Don't Let Our Youth Go to Waste (Jonathan Richman) - 6:47
8. Strange - 3:16
9. Another Day - 3:41
10. Snowstorm - 5:10
11. Summertime - 6:42
12. Tugboat - 3:53